# Moduł Younga
| Materiał                         | Moduł Younga (E) GPa |
| -------------------------------- | -------------------- |
| Guma                             | 0,01–0,10            |
| Polietylen (LDPE)                | 0,2                  |
| Polipropylen (PP)                | 1,5–2,0              |
| Osłonka wirusa                   | 1–3                  |
| Poli(tereftalan etylenu) (PET)   | 2,0–2,5              |
| Polistyren (PS)                  | 3,0–3,5              |
| Nylon                            | 2–4                  |
| Drewno dębowe (wzdłuż włókien)   | 11                   |
| Ludzka kość (warstwa korowa)     | 14                   |
| Ołów                             | 16                   |
| Beton (ściskany)                 | >27                  |
| Magnez (Mg)                      | 45                   |
| Cyna                             | 47                   |
| Stop glinu (aluminium) (Al)      | 69                   |
| Szkło (SiO2, Na2CO3, CaCO3)      | 72                   |
| Cynk                             | 84                   |
| Miedź                            | 110–135              |
| Mosiądz (Cu, Zn) i Brąz (Cu, Sn) | 103–124              |
| Tytan (Ti)                       | 105–120              |
| Kompozyt z włókna węglowego      | 150                  |
| Żeliwo i stal                    | 190–210              |
| Wolfram (W)                      | 400–410              |
| Węglik krzemu (SiC)              | 450                  |
| Węglik tytanu (TiC)              | 450–650              |
| Nanorurka                        | >1000                |
| Diament (C)                      | 1050–1200            |

Moduł Younga (E) – inaczej moduł odkształcalności liniowej albo moduł (współczynnik) sprężystości podłużnej (w układzie jednostek SI) – wielkość określająca sprężystość materiału przy rozciąganiu i ściskaniu. Wyraża ona, charakterystyczną dla danego materiału, zależność względnego odkształcenia liniowego ε materiału od naprężenia σ, jakie w nim występuje – w zakresie odkształceń sprężystych.
{\displaystyle E={\frac {\sigma }{\varepsilon }}}
Jednostką modułu Younga jest paskal, czyli N/m².
Moduł Younga jest hipotetycznym naprężeniem, które wystąpiłoby przy dwukrotnym wydłużeniu próbki materiału, przy założeniu, że jej przekrój nie ulegnie zmianie (założenie to spełnione jest dla hipotetycznego materiału o współczynniku Poissona {\displaystyle \upsilon =0}).
Wielkość została nazwana na cześć angielskiego naukowca i lekarza Thomasa Younga.
W przypadku materiału izotropowego moduł Younga powiązany jest z innymi stałymi materiałowymi:
{\displaystyle E=2G\cdot (1+\upsilon )}
{\displaystyle E=3B\cdot (1-2\upsilon )}
{\displaystyle E={\frac {3\lambda +2\mu }{\lambda +\mu }}\mu }
gdzie:
{\displaystyle G} – moduł Kirchhoffa,
{\displaystyle \upsilon } – liczba Poissona,
{\displaystyle B} – moduł Helmholtza,
{\displaystyle \lambda } i {\displaystyle \mu } – stałe Lamégo.